# Gaál Zsóka
Gaál Zsóka (Ajka, 2007. május 2. –) magyar sakkozó, női nemzetközi nagymester (WGM). Kétszeres korosztályos világbajnoki ezüstérmes, U8-as EU-bajnok, U10-es Európa-bajnok, 2023-as női magyar bajnok. A 2022-es és 2024-es sakkolimpián a magyar női válogatott tagja. A Purling London sakknagykövete. Edzői Papp Gábor és Berkes Ferenc.

## Pályafutása
Három és fél éves korában kezdett sakkozni édesapjával, Gaál Sándorral, aki maga is igazolt játékos. Négyévesen szerepelt először versenyen.

### 2014–15: 8 év alatti lányok mezőnyében
2014. júniusban ezüstérmet szerzett az iskolai rapid-világbajnokságon. Balatonlellén megnyerte az országos bajnokságot, így részt vehetett a korcsoportos Európa-bajnokságon. Szeptemberben aranyérmes lett a Csehországban rendezett EU-bajnokságon. Októberben a batumii Európa-bajnokságon 5. helyen végzett 9-ből 7 ponttal. 2015 augusztusában ezüstérmes lett a rapid-Európa-bajnokságon. A szeptemberi Európa-bajnokságon 9. helyen végzett. A görögországi Pórto Karászban rendezett korcsoportos világbajnokságon 11-ből 9 pontot szerezve ezüstérmes lett. 2015-ben megkapta a női mesterjelölt címet.

### 2016–17: 10 év alatti lányok mezőnyében
2016 júliusában megnyerte a Balatonlellén rendezett korosztályos országos bajnokságot. Augusztusban 7,5 ponttal a 9-ből veretlenül lett aranyérmes a prágai Európa-bajnokságon. Az októberi világbajnokságon 9. helyezett lett. Decembereben aranyérmet szerzett az Újvidéken rendezett rapid-Európa-bajnokságon 1,5 ponttal megelőzve a 2. helyezettet. 2017 júniusában részt vett Minszkben a rapid és villám kadét világbajnokságon mindkét játéktempóban 6. helyen végezve. Szeptemberben a Brazíliában rendezett ifjússági világbajnokságon a 11-ből 8,5 pontot szerezve ezüstérmes lett.

### 2017–19
2017 októberében tagja volt a magyar csapatnak a 12 év alattiak csapat-világbajnokságán. A 7 fordulóban 4,5 pontot szerzett, a csapat bronzérmes lett. 2019-ben tagja volt a Mitropa Kupán bronzérmes lánycsapatnak. A decemberi rapid- és villámsakk-Európa-bajnokságon rapid időkeretben a 18 év alatti lányok közt 7., villám időkeretben a 14 év alatti lányok közt 7. helyezést ért el. 2019-ben megkapta a női FIDE-mester címet.

### 2020–21
A 2020-as online sakkolimpia 20 év alatti nők kategóriájában a magyar csapatot erősítette. Tagja volt a 2021. májusi Mitropa Kupán ezüstérmes magyar női csapatnak. Augusztusban az online rapid-világbajnokságon aranyérmet szerzett a 14 év alatti lányok kategóriájában. 2021-ben női nemzetközi mester lett, ezzel ő a világon a legfiatalabb, aki ezt a címet viseli.

### 2022–23
2022. májusban elsőtáblás volt a Mitropa Kupán, a női csapat bronzérmes lett. A 2022-es sakkolimpián a magyar női válogatottban a negyedik táblán játszott, és 10-ből 8 pontot szerezve a csapat legjobb pontszerzője volt. 2023 júliusában bronzérmet szerzett a női magyar rapidbajnokságon. Augusztusban az ifjúsági sakkolimpia 16 év alattiak kategóriájában a magyar csapat elsőtáblása volt. Decemberben a nők között aranyérmes lett a magyar egyéni bajnokságon.

### 2024
2024 februárjában bronzérmet szerzett a Szlovéniában rendezett HIT Open nemzetközi tornán. Áprilisban a nők között ezüstérmes lett a Grenke Openen. Májusban a fiúk mezőnyében indulva ezüstérmes lett a 18 év alattiak magyar rapidbajnokságán. A júliusi Csaba Árpád Emlékversenyen elért eredményével női magyar rapidbajnok lett. A szeptemberi budapesti sakkolimpián a magyar női A csapat tagja.
2024. októberben kapta meg a női nemzetközi nagymester (WGM) címet.

### 2025
A Dubai Open 2025 nyílt versenyen, amely eddigi pályafutásának legerősebb versenye volt, a legjobb női eredményt érte el. Augusztusban a Budapest One Week nagymesterversenyen harmadszor is teljesítette a férfi nemzetközi mester (IM) normát.

## Díjak, elismerések
- 2015: Eredményes ifjúsági játékos (Magyar Sakkszövetség)[36]
- Az év magyar női sakkozója (Magyar Sakkszövetség) 2023,[37] 2024